# Hans Ericson (1868–1945)
Håkan Hans Kristian Ericson i riksdagen kallad Ericson i Stockholm, född 16 februari 1868 i Jakobs församling, Stockholm, död 12 oktober 1945 i Skeppsholms församling, Stockholm, var en svensk konteramiral och 1917 sjöminister i Carl Swartz regering. Han var far till Stig H:son Ericson.

## Biografi
Ericson blev 1889 underlöjtnant vid flottan, där han 1911 befordrades till kommendörkapten och 1917 till kommendör. År 1921 tog han avsked från beställning på stat, men kvarstod som kommendör i flottans reserv, och blev 1928 konteramiral i reserven.
Ericson blev 1910 adjutant och 1917 överadjutant hos konungen. Han anställdes 1898 i Marinförvaltningen och blev 1904 l:e adjutant hos den då nyupprättade myndigheten "inspektören af flottans öfningar till sjöss", varmed också följde tjänstgöring som flaggadjutant hos högste befälhavaren över kustflottan 1904–1907. Som sådan bidrog Ericson i hög grad till det uppsving, som under dessa år kännetecknade flottans övningar, krigs- och stridsberedskap, samt till den större planmässighet, som genomfördes i åtskilliga reglementen och instruktioner. 1909 återgick han till Marinförvaltningen som assistent på artilleriavdelningen, vars chef han blev 1914. Åren 1902–1914 tjänstgjorde han som lärare vid Sjökrigshögskolan och 1905–1913 vid Sjökrigsskolan samt anlitades i ett flertal kommittéarbeten. Han var sålunda 1907–1910 sekreterare i försvarskommittén samt deltog 1906–1914 som sakkunnig för utredning av frågor rörande typer för flottans stridsfartyg, sjökrigsmaterielen i övrigt, flottans stationer, pansarbåtar, kustbefästningar m. m. Införandet i flottan och utvecklingen av pansarfartyg av Sverige-typ äro i väsentligt avseende att tillskriva hans arbeten. År 1915 var han svenskt ombud vid en minkonferens i Kristiania. 
Ericson representerade 1911–1919 Blekinge läns valkrets i första kammaren, där han i sin politiska verksamhet anslöt sig till högern och särskilt ägnade sig åt försvars- och sjöfartsfrågor, som i honom hade en sakkunnig och kraftig förespråkare. Han var 1914–1919 ledamot av statsutskottet, 1914 ledamot av försvarsutskottet, 1918 och 1919 ledamot av särskilda utskott samt från 1914 ledamot av Nationella partiets förtroenderåd. År 1917 blev han sjöminister i den då bildade Swartz-Lindmanska regeringen och fick som sådan tillfälle att ytterligare visa sin energi och ledarförmåga. Efter det redan hösten 1917 inträffade regeringsskiftet återgick Ericson till Marinförvaltningen, men kallades inom kort att som verkställande direktör ingå i styrelsen för Stockholms rederi-a.-b. "Svea", vars ledning han 1921 definitivt övertog. I denna egenskap anlitades Ericson i ett flertal sjöfartskongresser. Ericson blev 1901 ledamot och 1917 hedersledamot av Örlogsmannasällskapet samt 1917 ledamot av Krigsvetenskapsakademien. 
Åren 1918–1934 var Ericson chef för rederi-Svea, därefter till 1944 ordförande i dess styrelse. Åren 1925–1944 var han ordförande i Sveriges allmänna sjöfartsförening. Hans Ericson är begravd på Norra begravningsplatsen utanför Stockholm.